# Olga Żarkowa
Olga Nikołajewna Żarkowa (ros. Ольга Николаевна Жаркова; ur. 11 stycznia 1979 w Moskwie) – praworęczna rosyjska curlerka, olimpijka.
Żarkowa w curling gra od 1997, w obecnym klubie – Moskwicz – jest od 1999. Reprezentowała Rosję na zawodach rangi międzynarodowej 25 razy zdobywając 2 złote medale i 1 srebrny. Aktualnie jest kapitanem drużyny.

## Drużyna
- Julia Portunowa
- Alisa Tregub
- Julia Guziewa

Byłe zawodniczki:
- Ludmiła Priwiwkowa – czwarta, kapitan
- Nkeirouka Ezech – druga
- Jekatierina Gałkina – otwierająca
- Margarita Fomina – rezerwowa
- Olga Andrianowa – trenerka

## Ważniejsze osiągnięcia
| Rok  | Zawody                      | Miejsce | Pozycja |
| ---- | --------------------------- | ------- | ------- |
| 1999 | Challenge Juniorów          | 2       | 4       |
|      | Mistrzostwa Świata Juniorów | 10      | 3       |
|      | Mistrzostwa Europy          | 8       | 4       |
| 2000 | Mistrzostwa Świata Juniorów | 7       | 4       |
|      | Mistrzostwa Europy          | 7       | 4       |
| 2001 | Mistrzostwa Świata          | 9       | 4       |
|      | Mistrzostwa Europy          | 7       | S       |
| 2002 | Igrzyska Olimpijskie        | 7       | S       |
|      | Mistrzostwa Świata          | 7       | S       |
|      | Mistrzostwa Europy          | 4       | S       |
| 2003 | Uniwersjada                 | 1       | S       |
|      | Mistrzostwa Świata          | 6       | S       |
|      | Mistrzostwa Europy          | 8       | S       |
| 2003 | Mistrzostwa Europy          | 4       | S       |
| 2005 | Mistrzostwa Świata          | 5       | R       |
|      | Mistrzostwa Europy          | 8       | 2       |
| 2006 | Igrzyska Olimpijskie        | 5       | 3       |
|      | Mistrzostwa Europy          | 1       | 3       |
| 2007 | Mistrzostwa Świata          | 8       | 3       |
|      | Mistrzostwa Europy          | 5       | 3       |
| 2008 | Mistrzostwa Świata          | 8       | 3       |
|      | Mistrzostwa Europy          | 7       | 3       |
| 2009 | Mistrzostwa Świata          | 7       | 3       |
|      | Mistrzostwa Europy          | 4       | R       |